# 謝爾布卡
47°0′23″N 30°45′54″E / 47.00639°N 30.76500°E
塞爾布卡（烏克蘭語：Сербка）是位於烏克蘭西南部的村莊，由敖德萨州贝雷济夫卡区的庫里索韋市鎮負責管轄。該村始建於1804年，面積3平方公里，海拔高度37米，2001年人口1,943，人口密度每平方公里647.67人。